# Cholmondeley
Cholmondeley je obec (civilní farnost) v hrabství Cheshire v Anglii, severovýchodně od Malpas a západně od Nantwich. Zahrnuje malé osady Croxton Green a Dowse Green s celkovým počtem 175 obyvatel. V roce 2001 zde žilo něco málo přes sto, počet obyvatel se při sčítání lidu v roce 2011 zvýšil na 157. 
K blízkým obcím patří Bickerton na severovýchodě, Bulkeley na severu, No Man's Heath na jihozápadě a Bickley Moss na jihu.
Název obce je odvozeno od jména Ceolmund, to znamená mýtina, což je staroanglické křestní jméno složené z prvků ceol (loď), a mund (ochrana).
Cholmondeley se nachází zámek Cholmondeley a velká část farnosti spadá do panství Cholmondeley, které vlastní markýz z Cholmondeley. Park zámku zahrnuje smíšené lesy a plantáže, jezera, zahrady a zemědělskou půdu.

## Geografie
Civilní farnost má celkovou rozlohu 1 071 hektarů. Cholmondeley Estate se rozkládá od dálnice A49 na východě po Cholmondeley lane na západě a hranici farnosti na jihu; je označena jako oblast zvláštní hodnoty hrabství. Rozloha parku činí 251,5 ha. Ve farnosti se nachází část rozsáhlého smíšeného lesa Moss Wood, dále Long Plantation, Marl Piece, Garden Covert, Nevill's Wood, Coronation Wood a několik bezejmenných menších lesů a plantáží.
Jsou zde dvě velká jezera Chapel Mere a Deer Park Mere a několik menších jezer. Chapel Mere bylo označeno za lokalitu zvláštního vědeckého zájmu. V parku Cholmondeley se nachází 125 metrů vysoký vrchol Castle Hill. Obcí protéká od severozápadu k jihovýchodu řeka Weaver.
Převážně zemědělská půda je využívána jako pastviny pro dobytek a orná půda. V parku Cholmondeley jsou chována vzácná plemena skotu, ovcí a koz, včetně dlouhorohého skotu. Ve farnosti se nachází dostihové stáje Bankhouse. Turistickou atrakcí jsou zahrady zámku Cholmondeley. 
Obcí prochází severojižním směrem dálnice A49. Mezi další průjezdní trasy patří silnice Bickerton Road vedoucí zhruba ve směru východ – západ, která křižuje A49 a pokračuje jako Wrenbury Road. Silnice spojuje osady Bickerton, Chorley a Wrenbury.

## Kaple
Soukromá hradní kaple zasvěcená svatému Mikuláši je mnohem staršího data a je památkově chráněna na stupni I. Původní dřevěná budova pochází z konce 15. století, v roce 1717 ji John Vanbrugh přestavěl na cihlovou a v průběhu 19. století byla rozšířena. Příčné lodě byly přistavěny v roce 1829. Střecha kněžiště je středověká a mobiliář kněžiště pochází z doby kolem roku 1552. Severní a jižní brána ke kapli pochází z roku 1722 a dříve byla oplocením Staré haly; je památkově chráněna na stupni II.

## Památník a pamětní desky československým vojákům.

### Park Cholmondeley
V zámeckém parku je umístěn památník Obětem druhé světové války – československým vojákům (53°3′24,66″ s. š., 2°40′45,44″ v. d.). Svislý kámen byl vtyčen 28. září 1940 a 7. července 1999 byl položen druhý ležatý kámen. Pomník je připomínkou na vojenský tábor československých vojáků, kteří zde byli v období od 7. července do poloviny října 1940.
Nápis na pomníku:
„CZECHOSLOVAKIAN ARMY
CHOLMONDELEY 7. 7. 1940
SE VZPOMÍNKOU NA NAŠE
KAMARÁDY, KTEŘÍ POLOŽILI SVÉ
ŽIVOTY ZA SVOBODU SVÉ VLASTI.
ČEST JEJICH PAMÁTCE!
SO SPOMIENKOU NA NAŠICH
KAMARÁTOV, KTORÍ POLOŽILI SVOJE
ŽIVOTY ZA SLOBODU SVOJEJ VLASTI.
ČESŤ ICH PAMIATKE!
IN MEMORY OF OUR COMRADES,
WHO GAVE THEIR LIVES FOR THE
FREEEDOM OF THEIR COUNTRY.
WE WILL REMEMBER THEM!
ČS. O. L. 7. 7. 1999“
V blízkosti je pamětní deska s lípou a lavičkami v místě poraženého dubu, pod kterým v roce 1940 sedávali českoslovenští vojáci. Lípa byla vysazena v roce 2000 delegacemi České  a Slovenské republiky. Lavičky byly vyrobeny z poraženého dubu a jsou kopiemi laviček, které stávaly u zámku.
Nápis na pamětní desce:
„S vděčností si připomínáme
pomoc, oběti a útrapy
československých jednotek
v Británii
během druhé světové války.
S vďačnosťou si pripomínáme
pomoc, obete a útrapy
československých jednotiek
v Británii
počas druhej světovej vojny.
We remember with gratitute the
contribution, sacrifice and suffering
of the Czechoslovak Forces
in Britain
during Second World War.“

### Katedrála v Chesteru
V roce 1980 byl u katedrály Chesteru odhalen pamětní kámen u příležitosti 40. výročí příchodu čs. vojáků. Pamětní kámen věnovala  Asociace československých legionářů (Assocation of Czechoslovak Legionaries). 
Na kameni je nápis:„To the memory of Czechoslovak soldiers and airmen who fought with the Allies and sacrificed their lives during the 1939–1945 war.“ česky Památce československých vojáků a letců, kteří bojovali na straně spojenců a obětovali své životy za války v letech 1939–1945.